# Leo Kadanoff
Leo Philip Kadanoff (14. ledna 1937, New York – 26. října 2015) byl americký fyzik, emeritní profesor na Chicagské univerzitě a bývalý prezident Americké fyzikální společnosti.
Významná je zejména jeho práce v oblasti statistické fyziky, teorie chaosu a teoretické fyziky kondenzovaného stavu. Zabýval se také supravodivostí a teorií fázových přeměn. Získal několik vědeckých ocenění, v roce 1980 obdržel Wolfovu cenu za fyziku, v roce 2006 pak získal Lorentzovu medaili.